# Caça noturno
Caça noturno é um caça adaptado para o uso durante a noite ou em períodos de baixa visibilidade. Caças noturnos começaram a ser utilizados na Primeira Guerra Mundial, e incluíam modelos que foram especificamente modificados para operar durante a noite.
Durante a Segunda Guerra Mundial, os caças noturnos ou eram fabricados com este propósito ou eram caças "diurnos" modificados para aumentar sua efetividade em operações durante a noite, frequentemente empregando radares ou outros sistemas que permitissem a capacidade de detecção em baixa visibilidade.
Na época imediatamente posterior à II Guerra, os caças noturnos foram redesenhados como aeronaves de combate para todos os "climas". Por conseguinte, caças modernos são capazes de cumprir o papel de caças noturnos sem quaisquer modificações.